# 魔髮小道士
魔髮小道士首次播出电视动画于西元1989年，韓版共108集。MOD21台（龍華動畫台）於2014年5月21日至6月25日週一至週五下午五點至六點收視。

## 劇情簡介
因村莊受到妖怪入侵襲擊，莫特跟隨修行了十年的師父看到這種場面就當下命令他去解救村民，並囑咐他不可示出他的真面貌，也因曾受到援助而開始暗戀莫特的妙仙，期待他能夠伸出援手。在解救整個村莊的同時，莫特一開始面臨要與活火靈決鬥；後來用隱身術潛入高守的房間中，尋得更多的變身方法；接著被王至惡用魔法將頭髮魔力消失的莫特遇到一名貴人海優，並陪他互相切磋琢磨，習得水的法術；一直到最後莫特戰勝自己的意志，打敗了詭計多端的高守。

## 角色簡介
莫特為魔髮小道士的男主角，易受人使喚，食量大，為善不欲人知的小英雄；白鬍道長，為莫特的師父，負責教導莫特對於身為英雄的相關準則；高守，為莫特的勁敵，足智多謀，有時私底下不把王至惡師父放在眼裡；王至惡，為高守的師父，不比他的徒弟詭計多端。

## 背景
魔髮小道士動畫製作的靈感，起自於魔髮小道士的一部漫畫作品，裡面提及一系列魔髮小道士進行種種修練的努力過程。

## 片頭片尾原聲帶
| # | 歌曲名稱                   | 作詞   | 作曲                   |
| - | -------------------------- | ------ | ---------------------- |
| 1 | 머털도사 탈도사（片頭）    | 유현주 | 이윤재, 정마태（轉錄） |
| 2 | 바람 부는 어느 날 （片尾） | 유현주 | 송준석                 |

## 播出清單
| 集數 | 動畫標題名稱（韓文）    | 動畫標題名稱（中文） | EBS廣播台播出時間 | 龍華動畫台首播時間 |
| ---- | ----------------------- | -------------------- | ----------------- | ------------------ |
| 1    | 탈도사의 탄생           | 莫特變成魔髮小道士了           | 2012年8月29日     | 2014年5月21日      |
| 2    | 탈도사, 활화령과 맞서다 | 與活火靈決鬥         | 2012年8月30日     | 2014年5月22日      |
| 3    | 쇠를 먹는 불가사리      | 平壤怪獸“不可殺”     | 2012年9月5日      | 2014年5月23日      |
| 4    | 눈물을 먹는 떠리        | 吃眼淚的食淚怪“淚寶” | 2012年9月6日      | 2014年5月26日      |
| 5    | 초대받지 않은 손님      | 不速之客             | 2012年9月12日     | 2014年5月27日      |
| 6    | 공포의 개구리           | 恐怖的青蛙           | 2012年9月13日     | 2014年5月28日      |
| 7    | 생각을 모으는 피리      | 強奪思緒的長笛怪     | 2012年9月19日     | 2014年5月29日      |
| 8    | 흑구의 정체             | 黑狗的真面目         | 2012年9月20日     | 2014年5月30日      |
| 9    | 하늘도사를 찾아서       | 去找天空道士         | 2012年9月26日     | 2014年6月2日       |
| 10   | 머털이의 변신           | 莫特的變身           | 2012年9月27日     | 2014年6月3日       |
| 11   | 환각의 마을             | 村子的幻覺           | 2012年10月3日     | 2014年6月4日       |
| 12   | 꿈의 봉인               | 夢的封印             | 2012年10月4日     | 2014年6月5日       |
| 13   | 바다소년 해우           | 海洋少年－海優       | 2012年10月10日    | 2014年6月6日       |
| 14   | 물의 도술               | 水的法術             | 2012年10月11日    | 2014年6月9日       |
| 15   | 사막의 아이             | 沙漠的孩子           | 2012年10月17日    | 2014年6月10日      |
| 16   | 바람의 아이들           | 風的孩子們           | 2012年10月18日    | 2014年6月11日      |
| 17   | 첫 번째 관문            | 第一道關卡           | 2012年10月24日    | 2014年6月12日      |
| 18   | 지혜의 관문1            | 智慧的關卡1          | 2012年10月25日    | 2014年6月13日      |
| 19   | 지혜의 관문2            | 智慧的關卡2          | 2012年10月31日    | 2014年6月16日      |
| 20   | 대결!                   | 對決！               | 2012年11月1日     | 2014年6月17日      |
| 21   | 생존의 관문             | 生存的關卡           | 2012年11月7日     | 2014年6月18日      |
| 22   | 사라진 해우와 사비      | 失蹤的海優與沙比     | 2012年11月14日    | 2014年6月19日      |
| 23   | 최후의 관문             | 最後的關卡           | 2012年11月15日    | 2014年6月20日      |
| 24   | 재앙                    | 大災難               | 2012年11月21日    | 2014年6月23日      |
| 25   | 해방                    | 解放                 | 2012年11月22日    | 2014年6月24日      |
| 26   | 시작과 끝               | 開始與結束           | 2012年11月28日    | 2014年6月25日      |

### 影片
1. 1 2  YouTube上的魔髮小道士-龍華動畫台(MOD 21台)，TiTV 台灣互動電視，2014年10月9日，引用時間：2015年11月2日。
2. ↑  YouTube上的머털도사 탈도사 (Opening Title) (머털도사 OST)，引用時間：2015年11月2日。
3. ↑  YouTube上的2012 머털도사 엔딩(MasterMutul Ending) 바람부는 어느 날，引用時間：2015年11月2日。